# Sanada Yukimura
Sanada Saemon-no-Suke Nobushige (真田 左衛門佐　信繁 Sanada Nobushige?,  1567–3 de junio de 1615) fue un samurái japonés, segundo hijo del daimyō del período Sengoku Sanada Masayuki ( 真田昌幸?). Su nombre original fue Sanada Nobushige|真田信繁, nombrado así debido al hermano menor de Takeda Shingen, Takeda Nobushige (武田信繁?), un guerrero respetado de su época. Nobushige recibió varios títulos como el de "Héroe que sólo aparece una vez cada cien años", "Demonio carmesí de la guerra" o "El guerrero número uno en Japón" a lo largo de su vida.

## Biografía
Nobushige fue el Segundo hijo de Sanada Masayuki. Contrajo nupcias con Akihime (Chikurin-in), hija de Ōtani Yoshitsugu e hija adoptiva de Toyotomi Hideyoshi, matrimonio del cual tuvo dos hijos: Daisuke y Daihachi y varias hijas.
Durante la Batalla de Nagashino, los dos hermanos mayores de Masayuki, quienes servían al clan Takeda, perdieron la vida, por lo que heredó el liderazgo del clan ocupando el castillo Ueda.
Durante el año de 1582, las fuerzas combinadas del clan Oda; liderados por Oda Nobunaga, y el clan Tokugawa; liderado por Tokugawa Ieyasu, destruyeron al clan Takeda. El clan Sanada se rindió bajo las órdenes de Nobunaga inicialmente, pero después del Incidente de Honnō-ji, en el que Nobunaga fue traicionado y obligado a cometer seppuku por uno de sus principales generales llamado Akechi Mitsuhide, volvió a ser independiente y sirvió bajo distintos poderosos daimyō como el del clan Uesugi, el del clan Hōjō tardío y el clan Tokugawa. Eventualmente los Sanada se convirtieron en vasallos de Toyotomi Hideyoshi, quien brindó a Nobushige muchas atenciones e incluso se le permitió usar el nombre del clan, por lo que en ocasiones es llamado como Toyotomi Saemon-no-suke Nobushige (豊臣左衛門佐信繁Saemon-no-suke Nobushige?).
En el año de 1600, Tokugawa Ieyasu convocó a varios daimyō a atacar a Uesugi Kagekatsu por lo que los Sanada asistieron, pero cuando Ishida Mitsunari decidió enfrentar en combate a Ieyasu, Masayuki y Nobushige se le unieron, mientras que el hermano de Nobushige, Nobuyuki se unió al ejército de Ieyasu. Los motivos acerca de la decisión de Masayuki y Nobushige de unirse al bando de Mitsunari no están del todo claros y han sido discutidos por académicos durante años. Las dos principales teorías son: la primera, Masayuki tomó la decisión y Nobushige aceptó que sería un reto unirse al bando más “débil” y si llegasen a ganar la batalla, los Sanada ganarían mucho poder. La segunda teoría asegura que cuando Ieyasu les planteó su apoyo, los miembros del clan se separaron para que cualquiera que fuese el resultado el clan sobreviviera.
Los Sanada se replegaron al Castillo Ueda y cuando Tokugawa Hidetada marchaba sobre el Nakasendō, los Sanada pudieron replegar al ejército de 40,000 hombres de Hidetada con tan sólo 2,000. Al darse cuenta del esfuerzo extra que tomaría asediar el castillo, se retiró pero no pudo llegar a la Batalla de Sekigahara a tiempo.
Al terminar la guerra, Ieyasu quería ejecutar a los Sanada, pero debido a las contribuciones de Nobuyuki a su causa se les perdonó la vida y fueron exiliados a Kudoyama en la Provincia de Kii donde Masayuki falleció.
Doce años después, las relaciones entre el clan Toyotomi e Ieyasu empeoraron, por lo que el clan Toyotomi comenzó a reclutar ronin para prepararse para la guerra. Nobushige escapó de Kudoyama y se introdujo en el Castillo Osaka para luchar también.
Durante el Asedio de Osaka, Nobushige construyó fortificaciones a lo largo de la parte sur del castillo en sus puntos más débiles, desde los cuales lanzó ataques contra el ejército de Ieyasu en grupos de 6,000 arcabuceros. Grandemente sobrepasadas en número, las fuerzas de Nobushige fueron derrotadas y en este lugar perdió la vida a la edad de los 49 años, dando paso a la leyenda que se formaría con el paso de los años. Su tumba se encuentra en Osaka.

## Leyendas y descripción popular
Una leyenda cuenta de que Nobushige lideró a diez héroes durante el Asedio de Osaka llamados “Los Diez Valientes de Sanada” (真田十勇士 Sanada Jūyūshi?), los cuales eran un grupo de samurais integrados por:
- Sarutobi Sasuke
- Kirigakure Saizō
- Miyoshi Seikai
- Miyoshi Isa
- Anayama Kosuke
- Unno Rokuro
- Kakei Juzo
- Nezu Jinpachi
- Mochizuki Rokuro
- Yuri Kamanosuke

- Datos: Q3948081
- Multimedia: Sanada Yukimura / Q3948081